# Métro de Lisbonne
Le métro de Lisbonne (en portugais : Metropolitano de Lisboa) est le principal réseau de transport en commun de la capitale du Portugal. Ouvert en 1959, il comporte 4 lignes, 58 stations et 46,5 km de voies. Le métro de Lisbonne se caractérise par la décoration soignée de ses stations les plus récentes. Il a transporté 161,8 millions de passagers en 2023.

## Historique

### Commencement
Le métro de Lisbonne est entré en exploitation le 29 décembre 1959. Il s'agit alors d'une ligne en Y : deux branches partant au nord de Sete Rios (aujourd'hui Jardim Zoológico) et Entre Campos se réunissent à Rotunda (aujourd'hui Marquês de Pombal) et courent sous l'Avenida da Liberdade en direction du terminus commun Restauradores, situé en centre-ville. Par la suite le tronçon Sud est prolongée jusqu'à Rossio (1963), Socorro (aujourd'hui Martim Moniz) (1966), Anjos (1966) et finalement Alvalade (1972). Pour ce faire, la ligne effectue un virage prononcé après la station Restauradores et prend une direction Nord Est, quittant le centre-ville en passant sous la Rua da Palma. Ce tracé est lié à la technique de construction en tranchée qui privilégie un tracé suivant les larges avenues et délaisse la vieille ville aux rues étroites.
Malgré les moyens financiers réduits de l'époque, dès le début de l'édification du réseau, l'aspect esthétique des stations est soigné. Le responsable du projet demande à l'architecte Francisco Keil do Amaral, qui vient d'achever la réalisation du premier terminal de l'aéroport de Lisbonne, de faire une proposition de station prototype. Le design résultant est appliqué sans changement majeur jusqu'à la construction de la station Alvalade en 1972 : la décoration est en partie constituée de fresques peintes selon la technique de l'Azulejo, qui avait été développé par l'artiste Maria Keil.
À cause des guerres coloniales portugaises, de problèmes politiques et d'une politique isolationniste, la construction du réseau du métro marque une pause de 1973 à 1982.

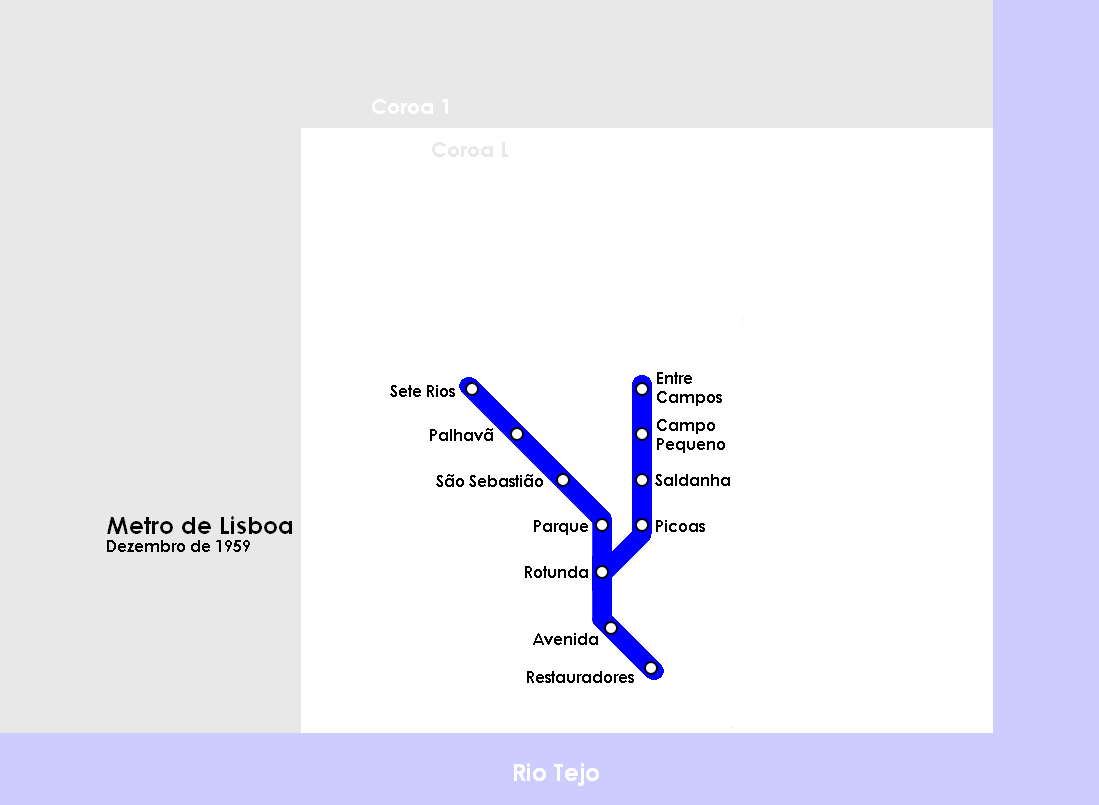
1959
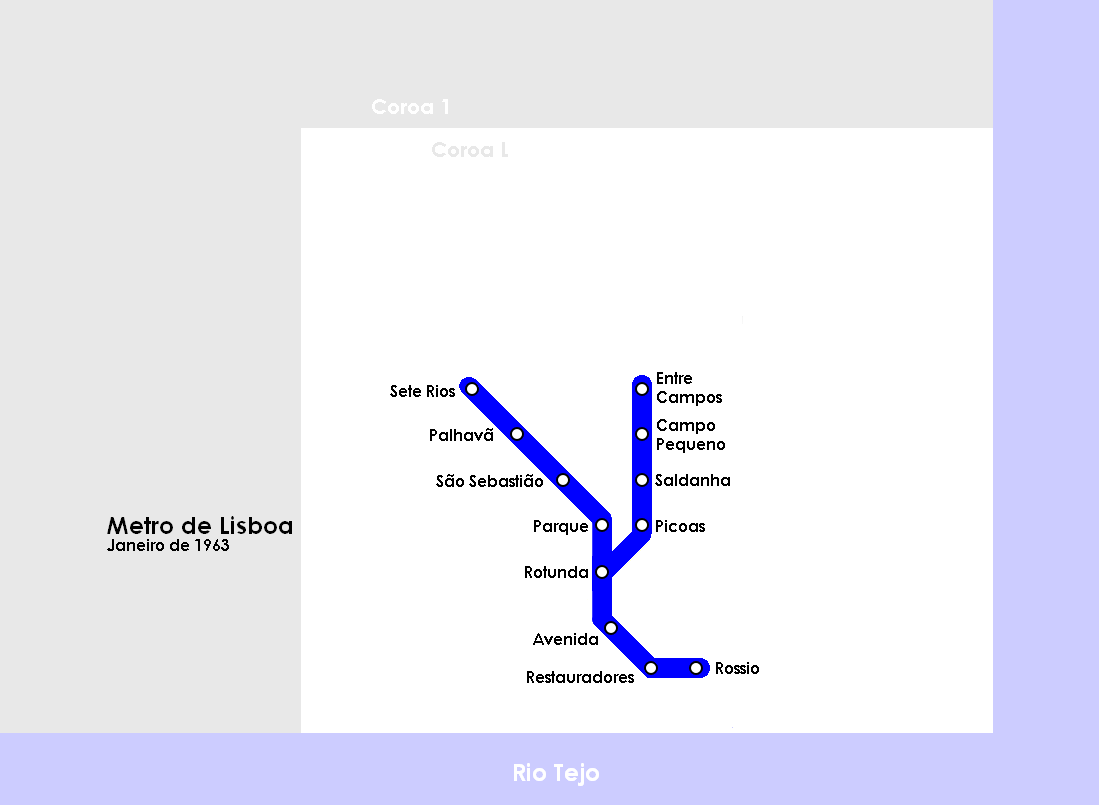
1963
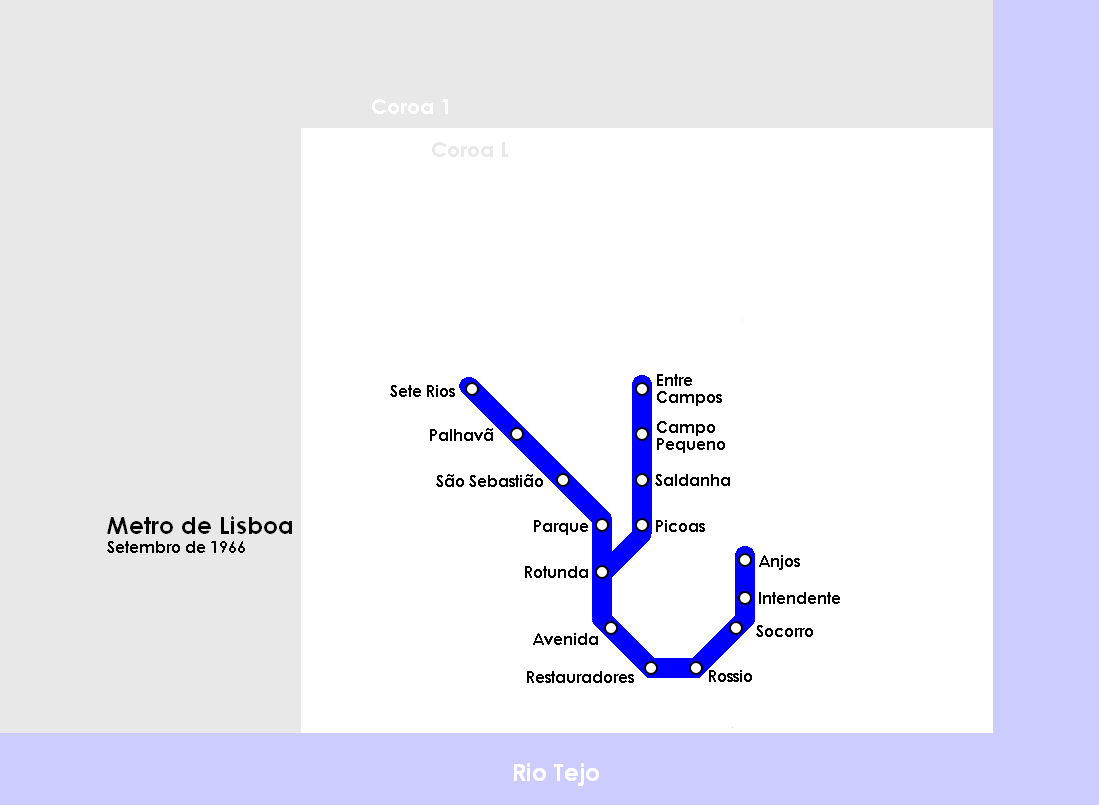
1966
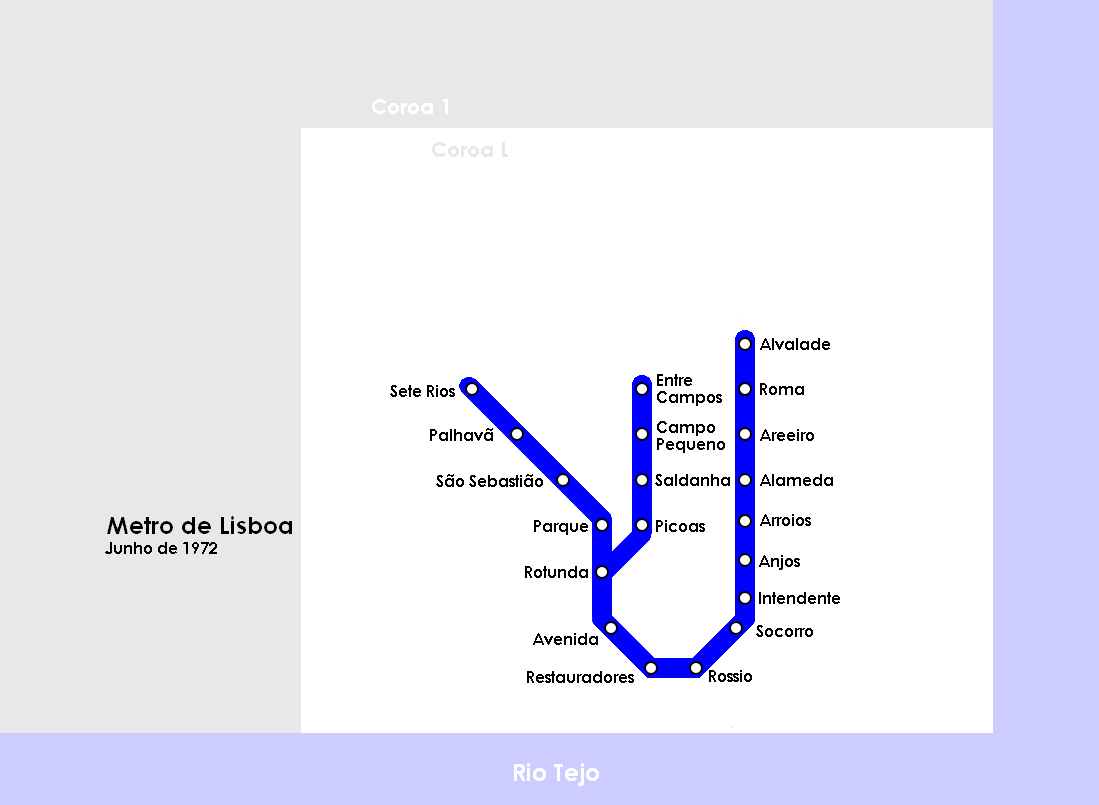
1972

### Extension et scission de la ligne unique
Après la chute de la dictature de Salazar déclenchée par la révolution des Œillets de 1974 et la fin des guerres coloniales qui s'ensuit, l'économie du Portugal commence à se développer. L'entrée du Portugal dans la CEE en 1986, fournit des moyens financiers importants pour agrandir le réseau.
En 1988 deux nouveaux tronçons en souterrain sont inaugurés. Le premier de Sete Rios à Colégio Militar / Luz et le second de Entre Campos à Cidade Universitária qui dessert l'université.
La décoration des nouvelles stations est particulièrement soignée avec la participation des artistes Silva Rolando Sá Nogueira, Júlio Pomar, Manuel Cargaleiro et Maria Helena Vieira.
En 1993 la jonction des deux branches Nord à la nouvelle station Campo Grande donne au réseau la forme d'un 6. Cette jonction permet, en 1995, de modifier la structure du réseau et de scinder la ligne en deux lignes indépendantes : 
- la ligne bleue allant de Colégio Militar/Luz à Campo Grande en passant par Alameda ;
- la ligne jaune reliant Rotunda (aujourd'hui Marquês de Pombal) à Campo Grande en passant par Saldanha.

Deux prolongements sont inaugurés en 1997 : la ligne bleue jusqu'à Carnide et Pontinha, et la ligne jaune jusqu'à la station Rato.

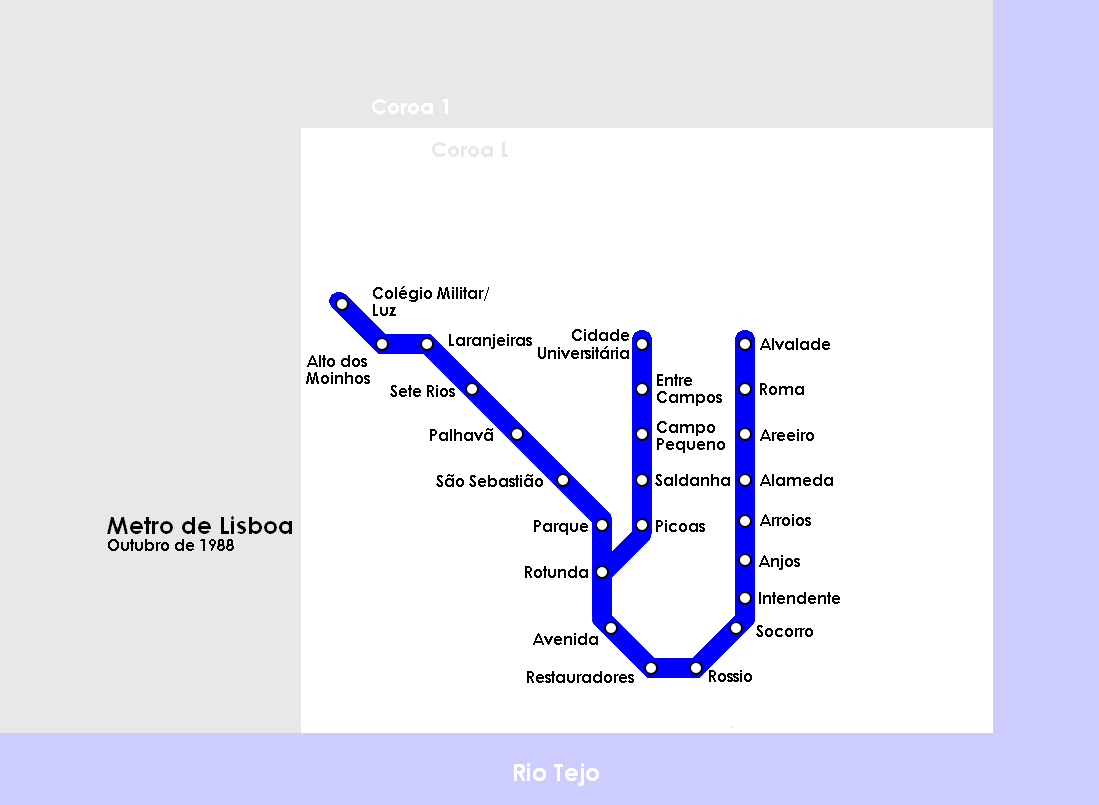
1988
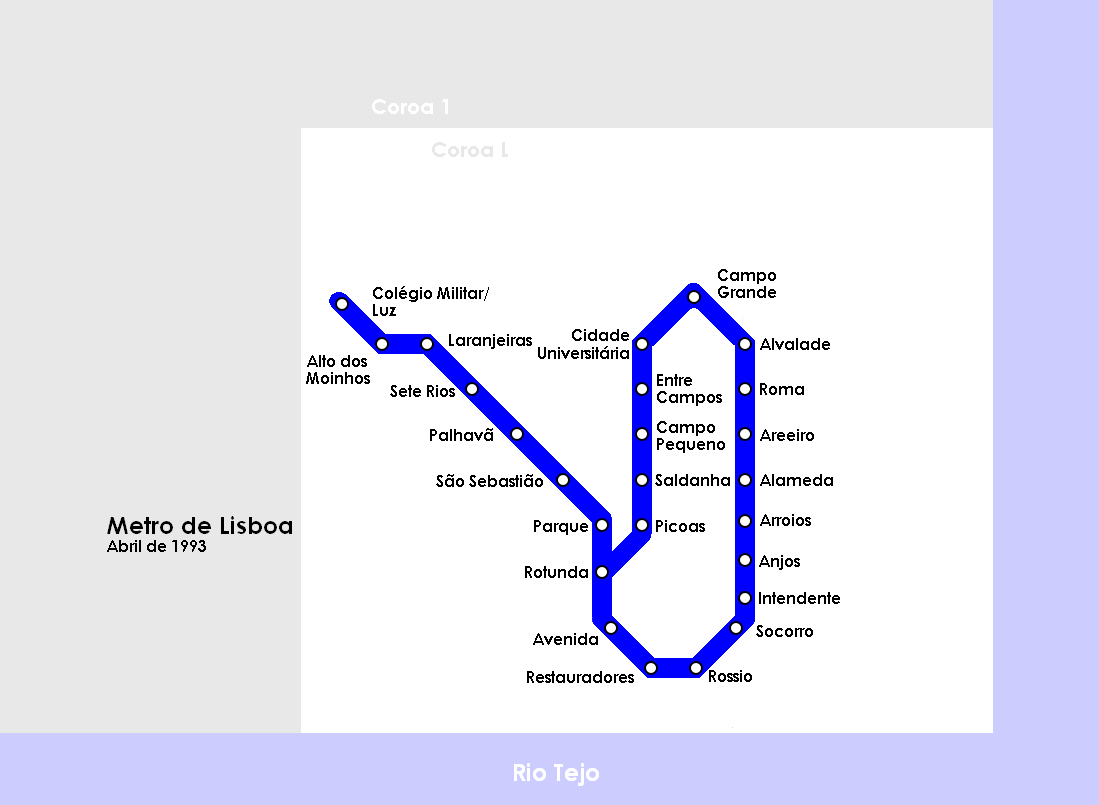
1993
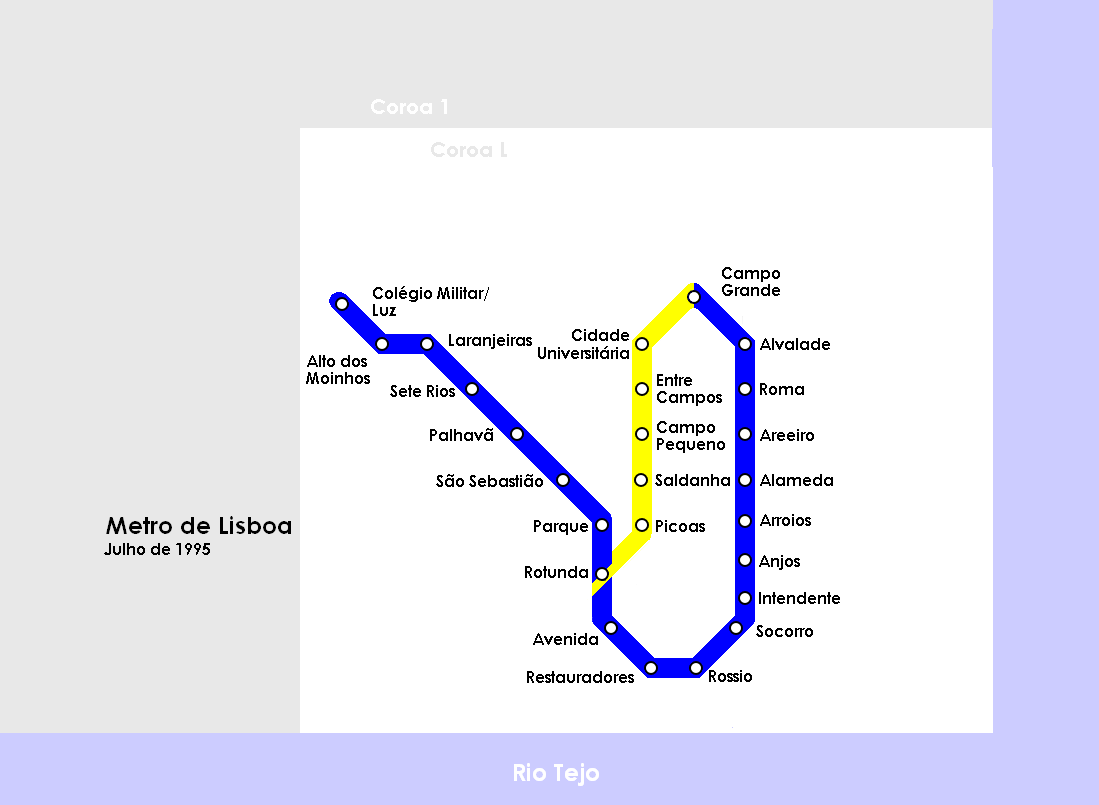
1995
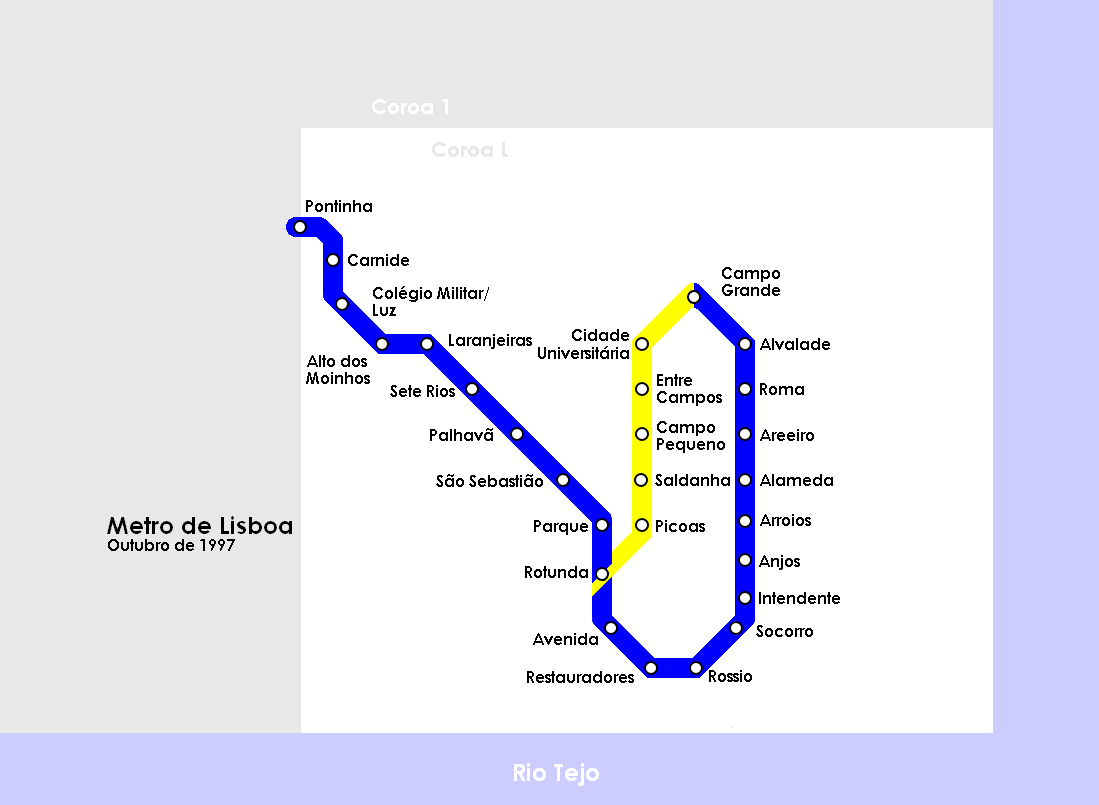
Octobre 1997
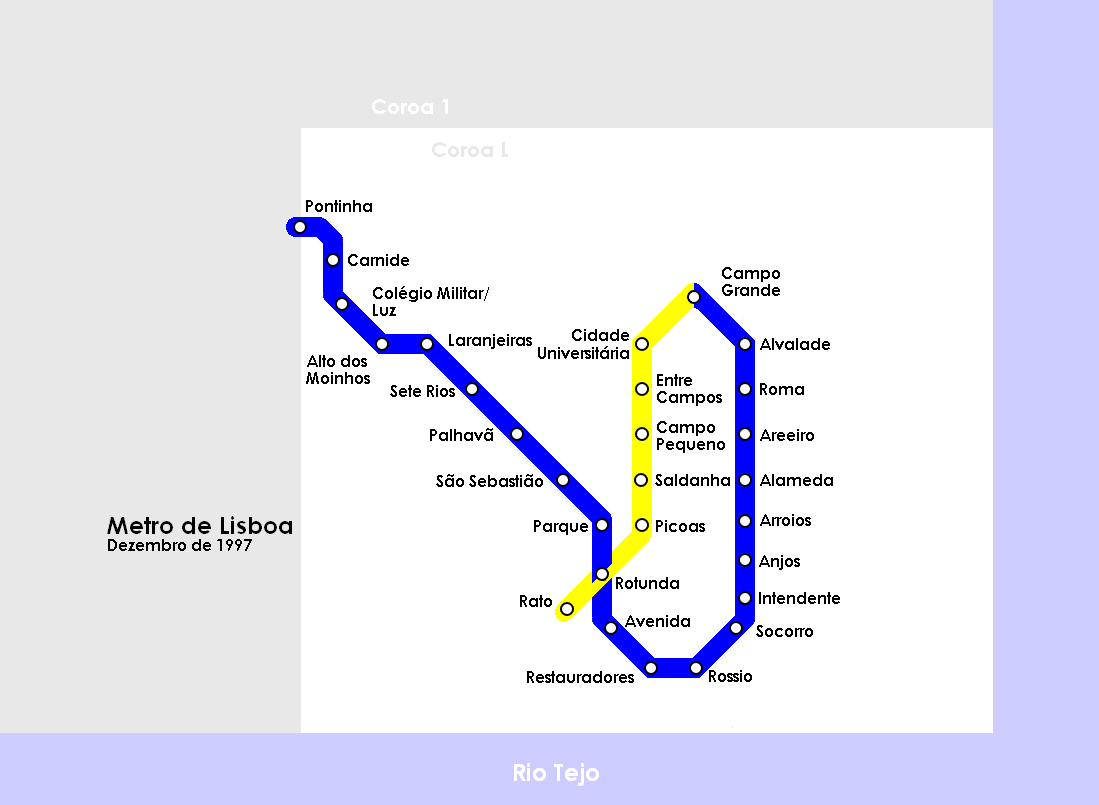
Décembre 1997

### Création des lignes verte et rouge

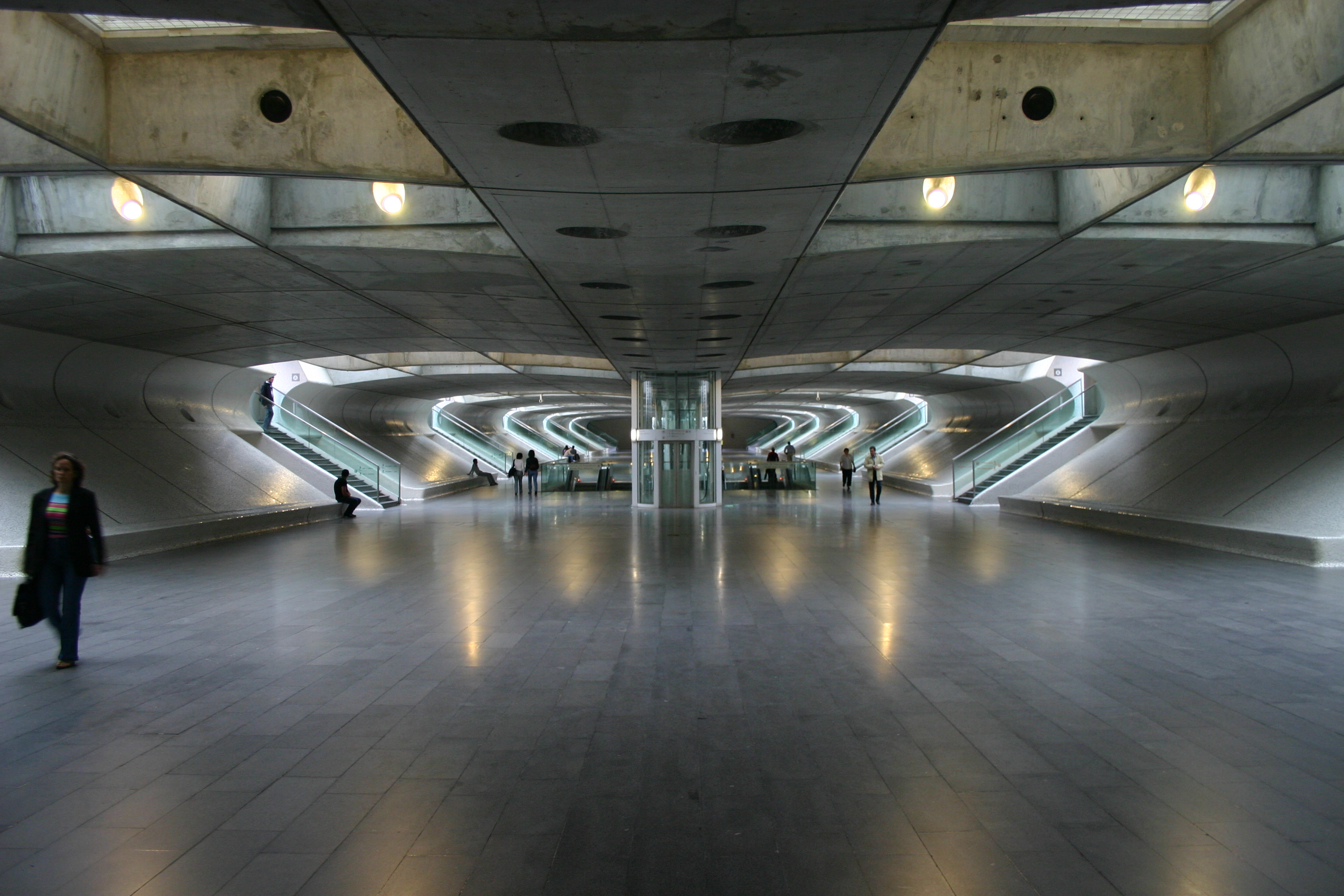
Station Oriente.

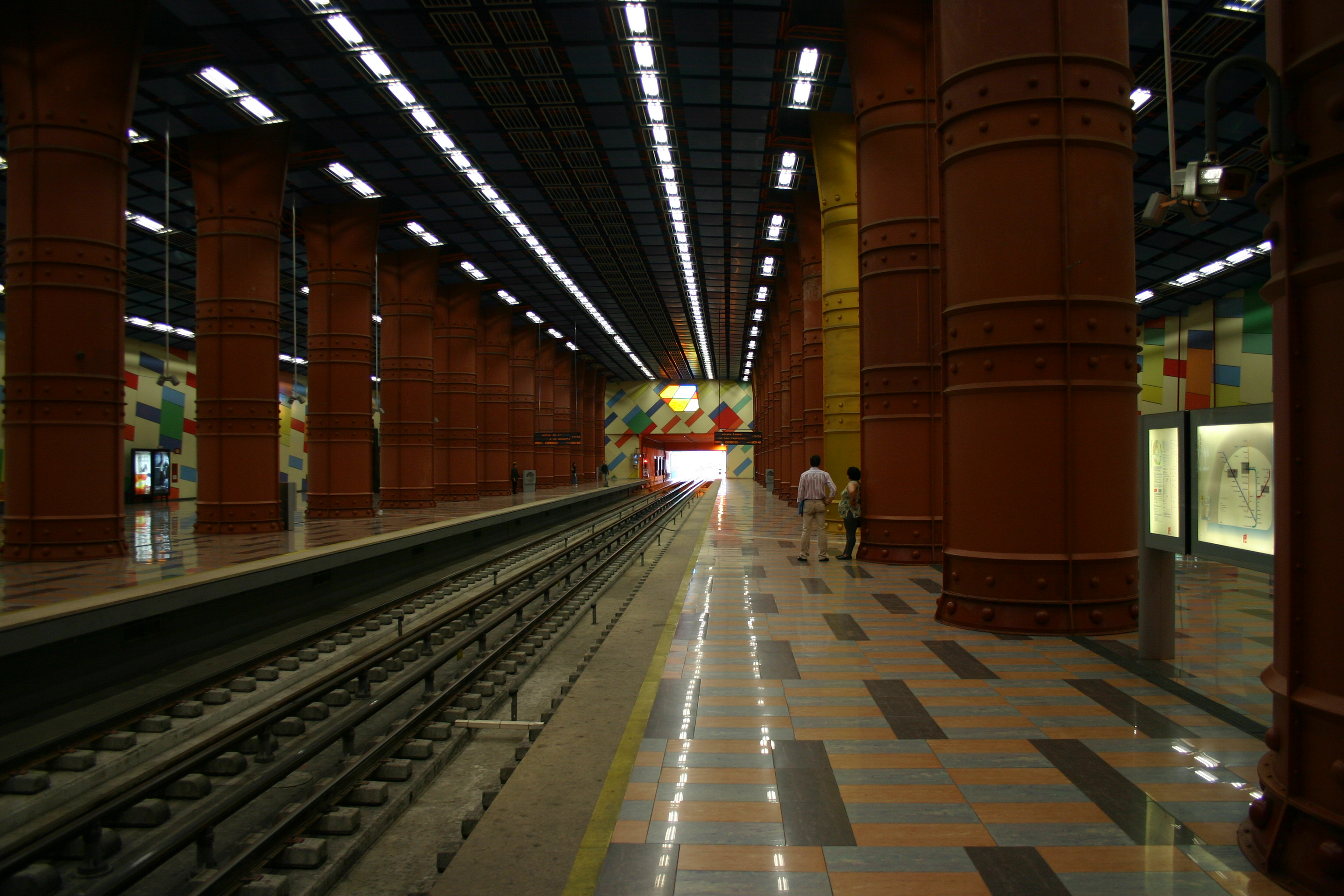
Station Olaias.

Dans le cadre de l'Expo '98 une nouvelle ligne est construite pour desservir le Parque das Nações, lieu de l'exposition. En préparation de son ouverture, le réseau est complètement restructuré : la branche Est de la ligne bleue est scindée du reste de la ligne avant d'être prolongée de Baixa-Chiado jusqu'à Cais do Sodré, formant ainsi la ligne verte et mettant fin à la forme en V du réseau.
La ligne rouge est inaugurée le mois suivant, reliant Alameda à la nouvelle station Oriente. Les stations Cabo Ruivo et Olivais ouvriront au cours de l'année.
Plusieurs stations sont également rebaptisées : 
- Sete Rios devient Jardim Zoológico
- Palhavã devient Praça de Espanha
- Rotunda devient Marquês de Pombal
- Socorro devient Martim Moniz

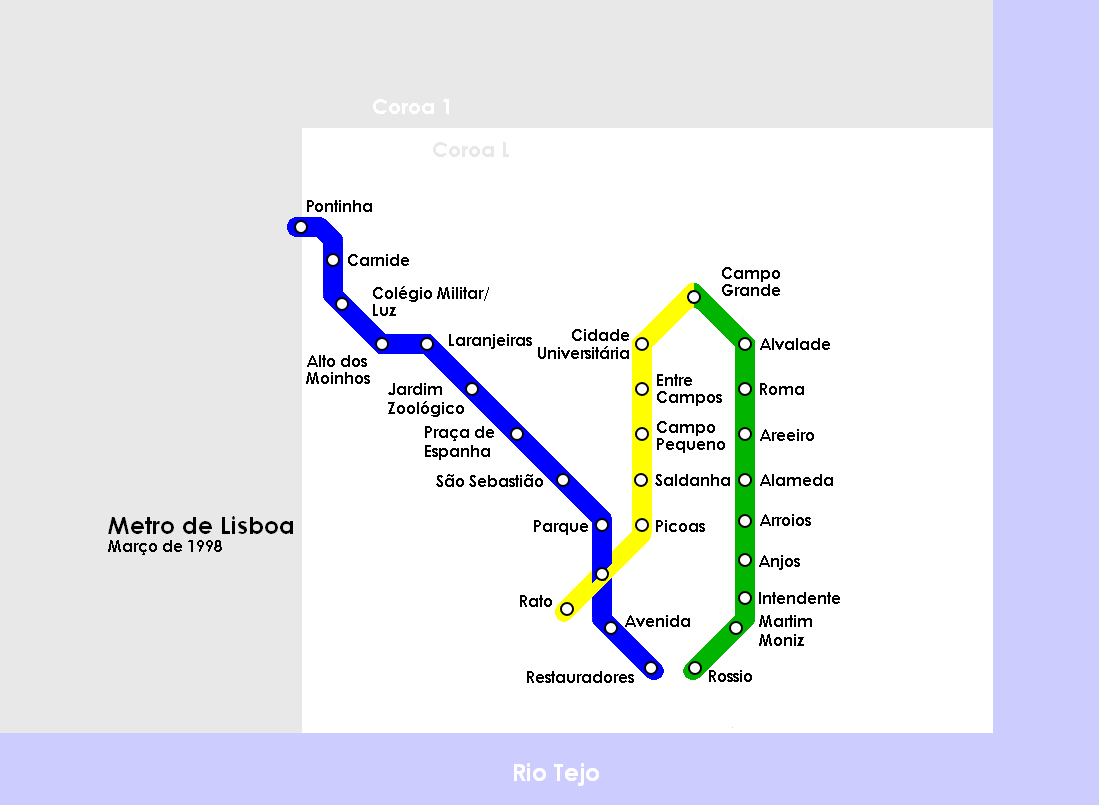
Mars 1998
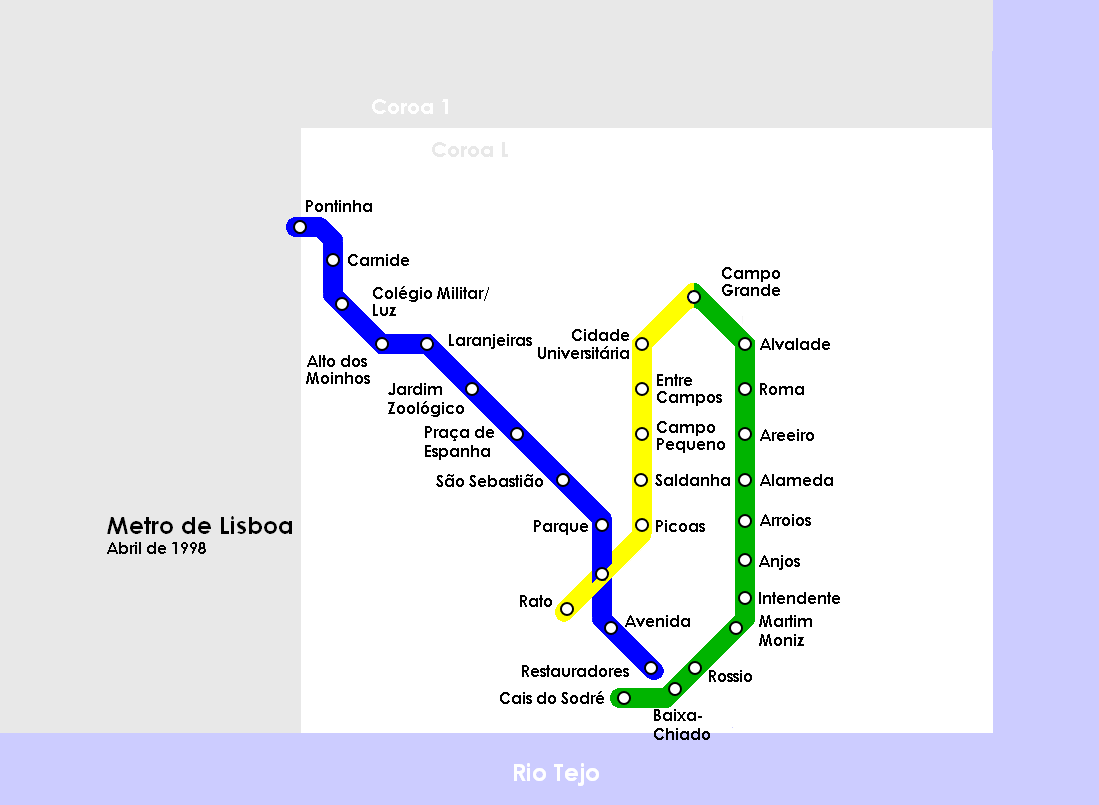
Avril 1998
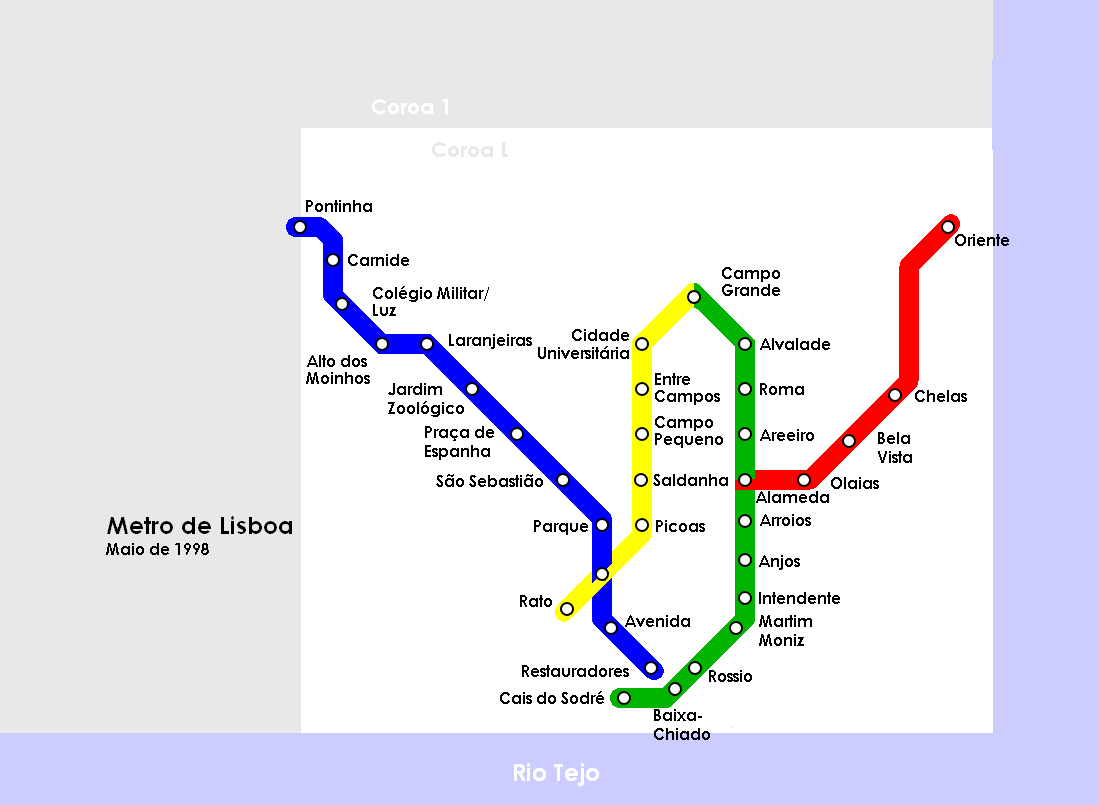
Mai 1998
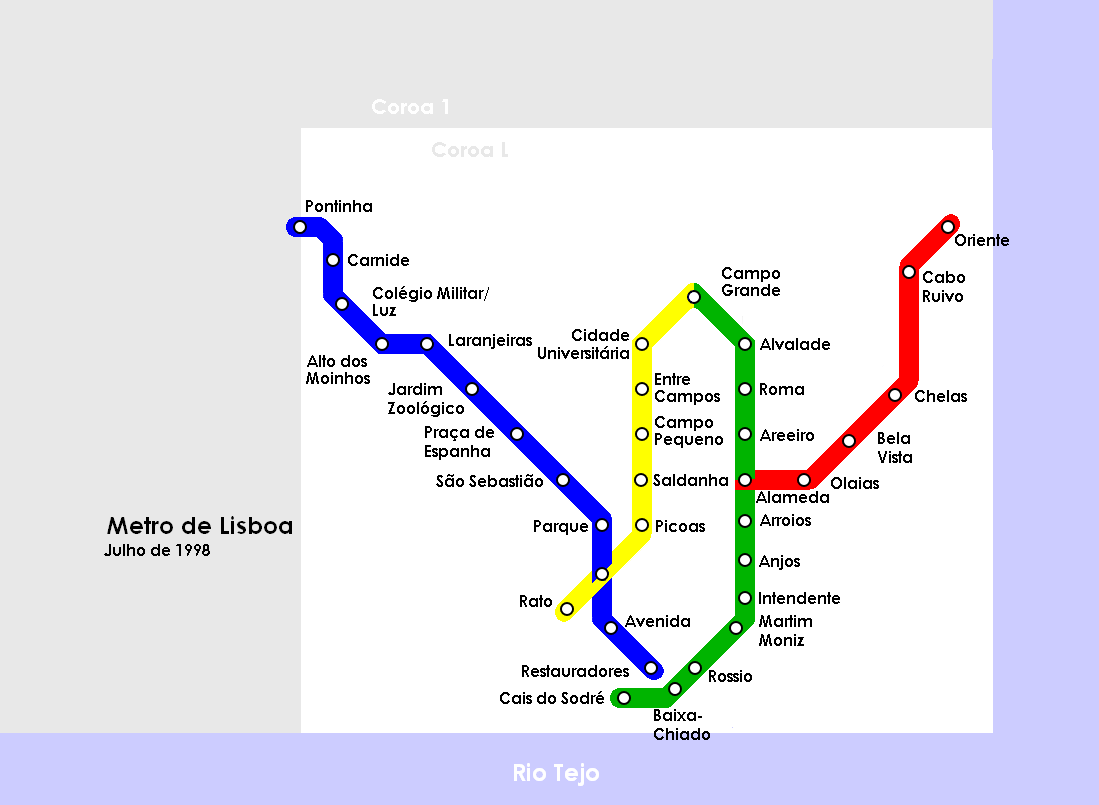
Juillet 1998
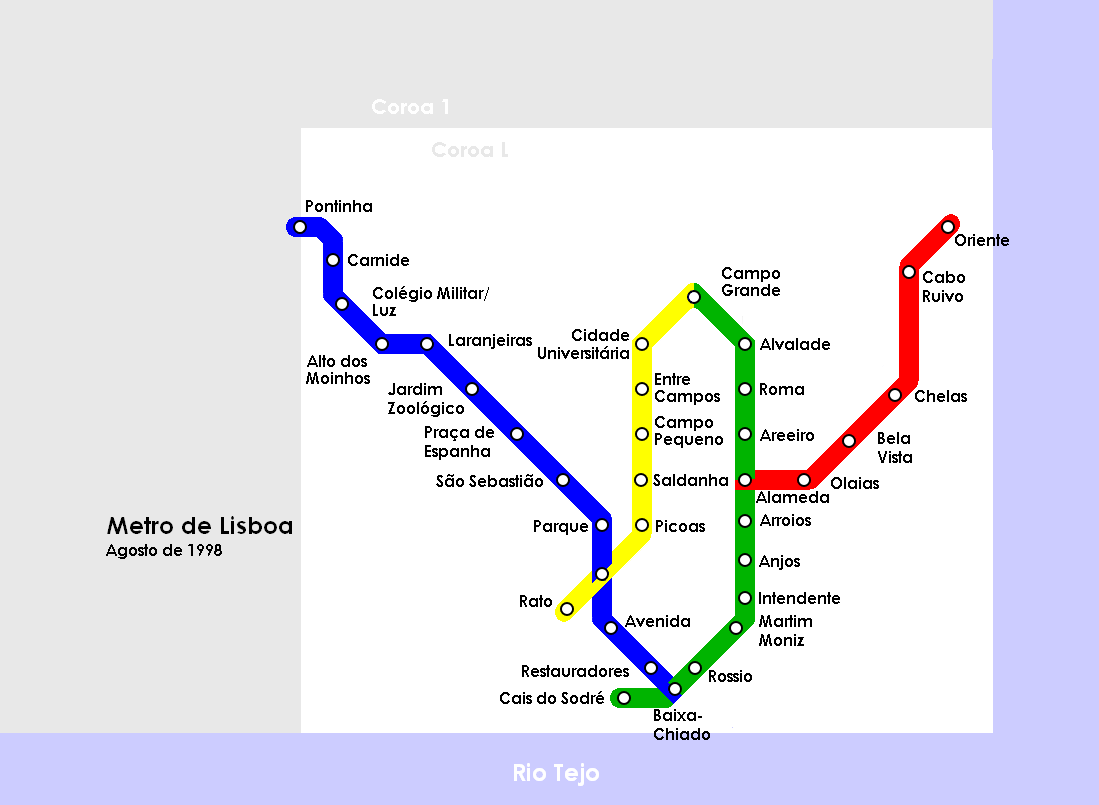
Août 1998
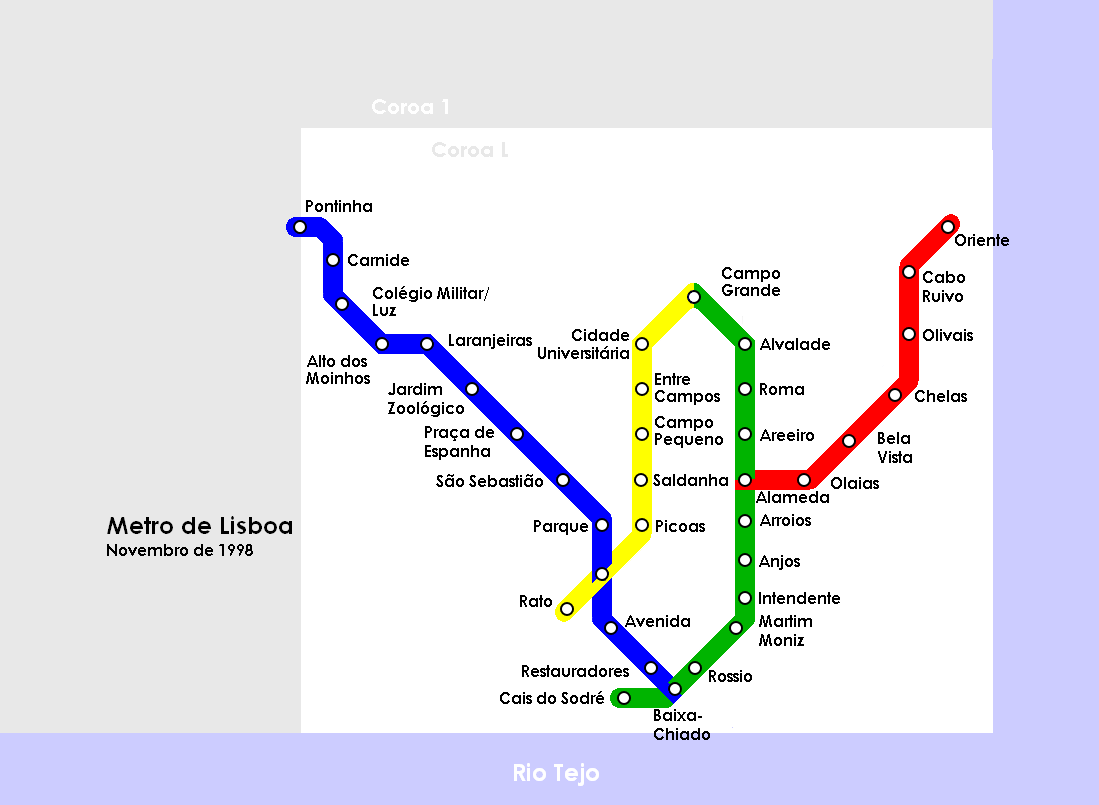
Novembre 1998

### Développements depuis 2000
Le développement du réseau se poursuit dans les années 2000 en mettant la priorité sur la desserte par des lignes en surface des zones résidentielles du nord.
Le 2 novembre 2002, la ligne verte est prolongée jusqu'à Telheiras.
En 2004, la ligne jaune est prolongée jusqu'à Odivelas. La même année, la ligne bleue atteint Amadora Este au nord, avant d'être prolongée jusqu'à Santa Apolónia. Ce nouveau tronçon est inauguré le 19 décembre 2007, après 11 ans de travaux et de multiples difficultés.
Le 29 août 2009 est inauguré le tronçon de la ligne rouge reliant les stations Alameda et São Sebastião, créant ainsi une connexion entre toutes les lignes du réseau. La ligne est ensuite prolongée jusqu'à l'aéroport par un nouveau tronçon de 3,3 km inauguré le 17 juillet 2012. La ligne rouge a été prolongée de la station Oriente à Aeroporto. Le voyage depuis Saldanha ne prend ainsi plus que 16 minutes.
Le 7 avril 2016, la ligne bleue fut étendue à la station Reboleira après 3 ans de travaux, interrompus durant 4 ans à cause de la crise économique dont a souffert le Portugal au début des années 2010. La nouvelle station permet de relier le métro et les trains de la ligne régionale de Sintra.

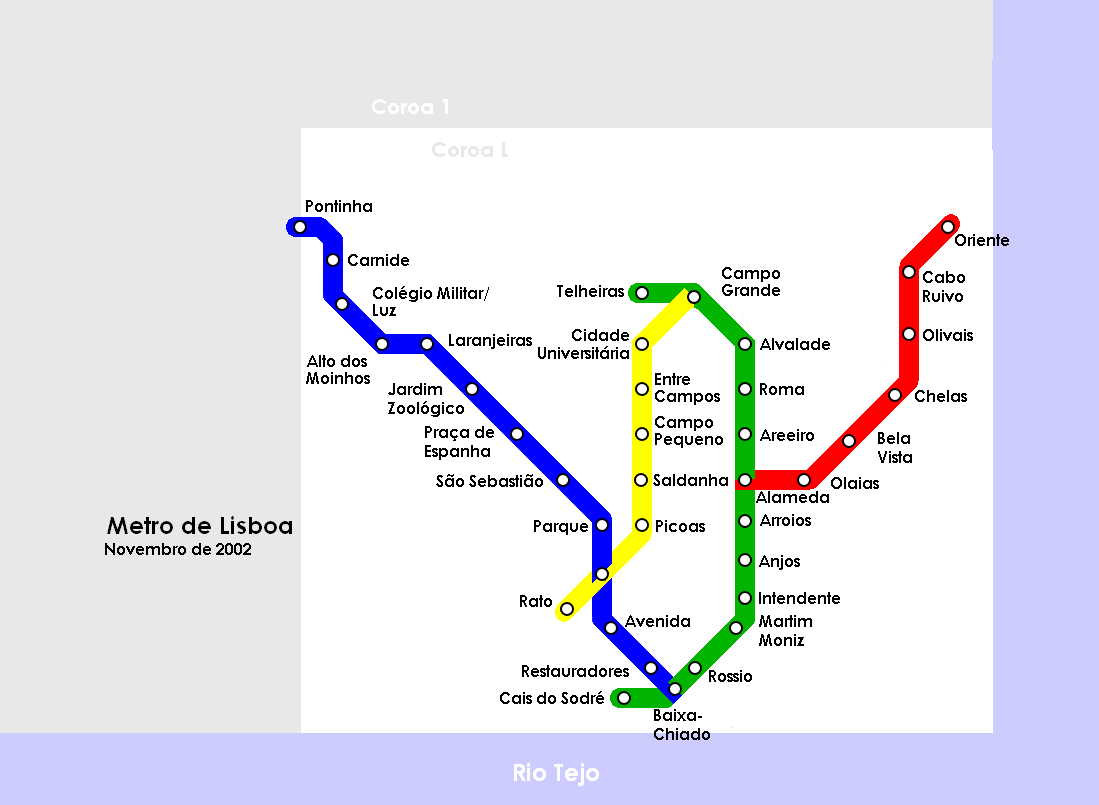
2002
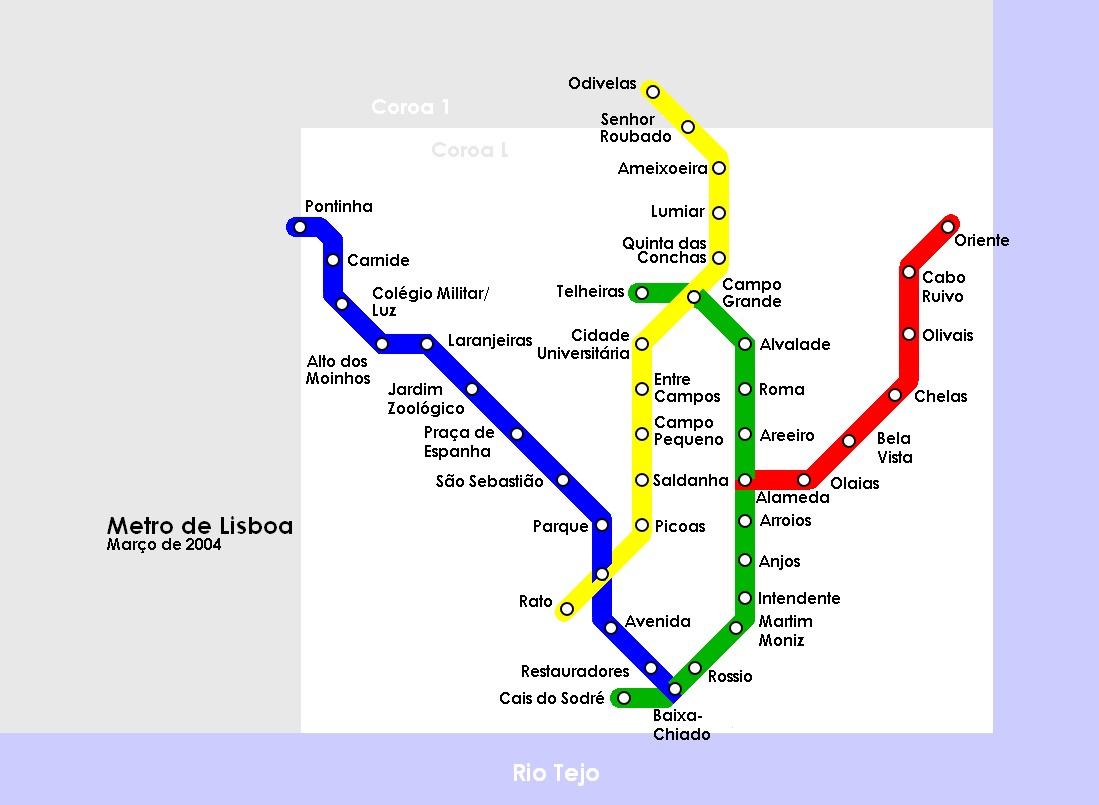
Mars 2004
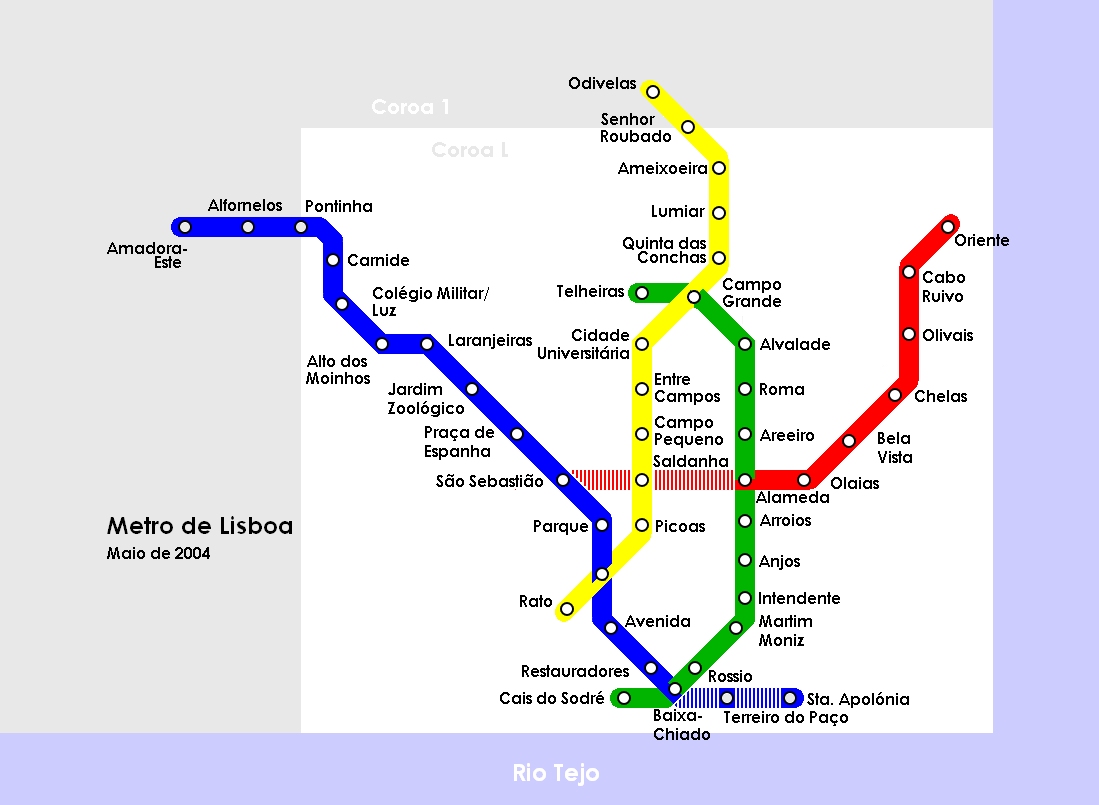
Mai 2004
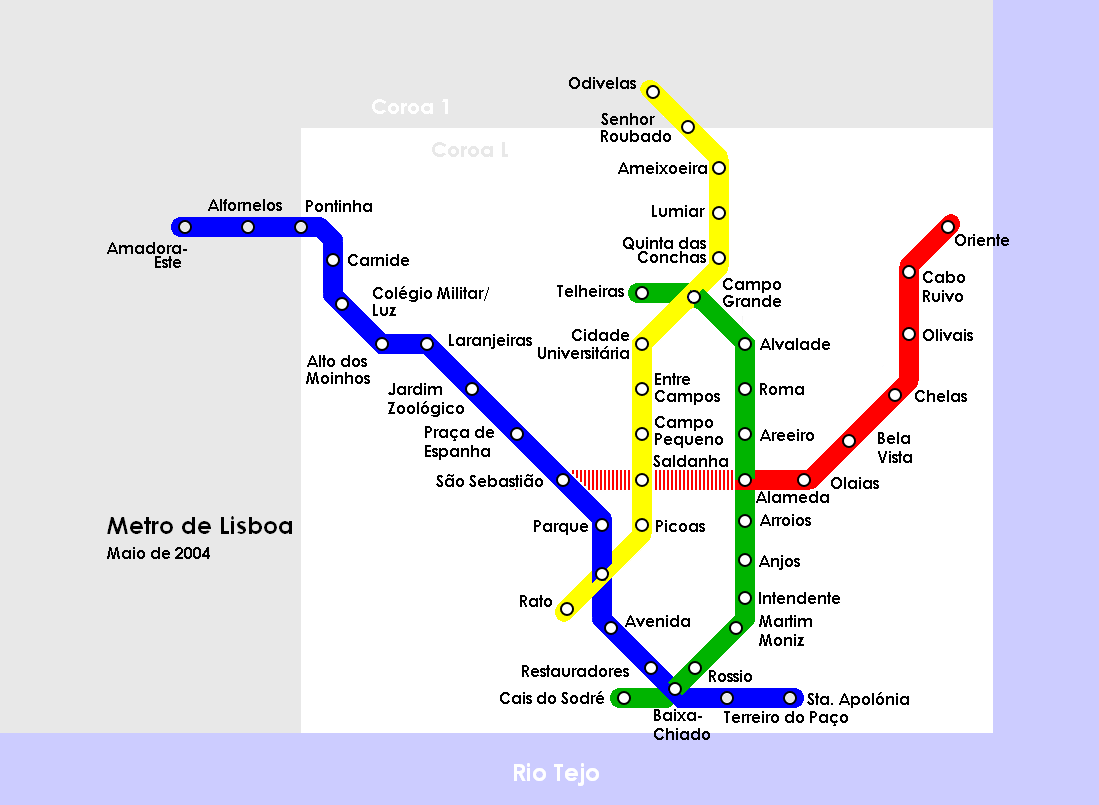
2007
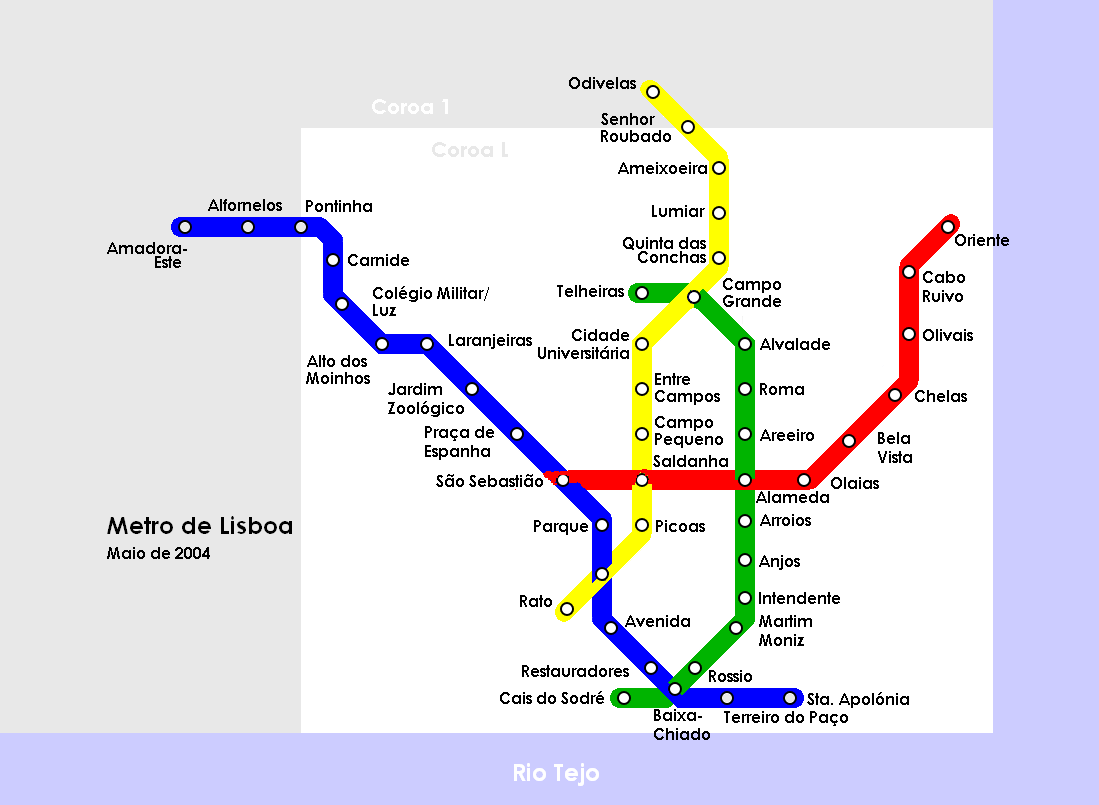
Août 2009
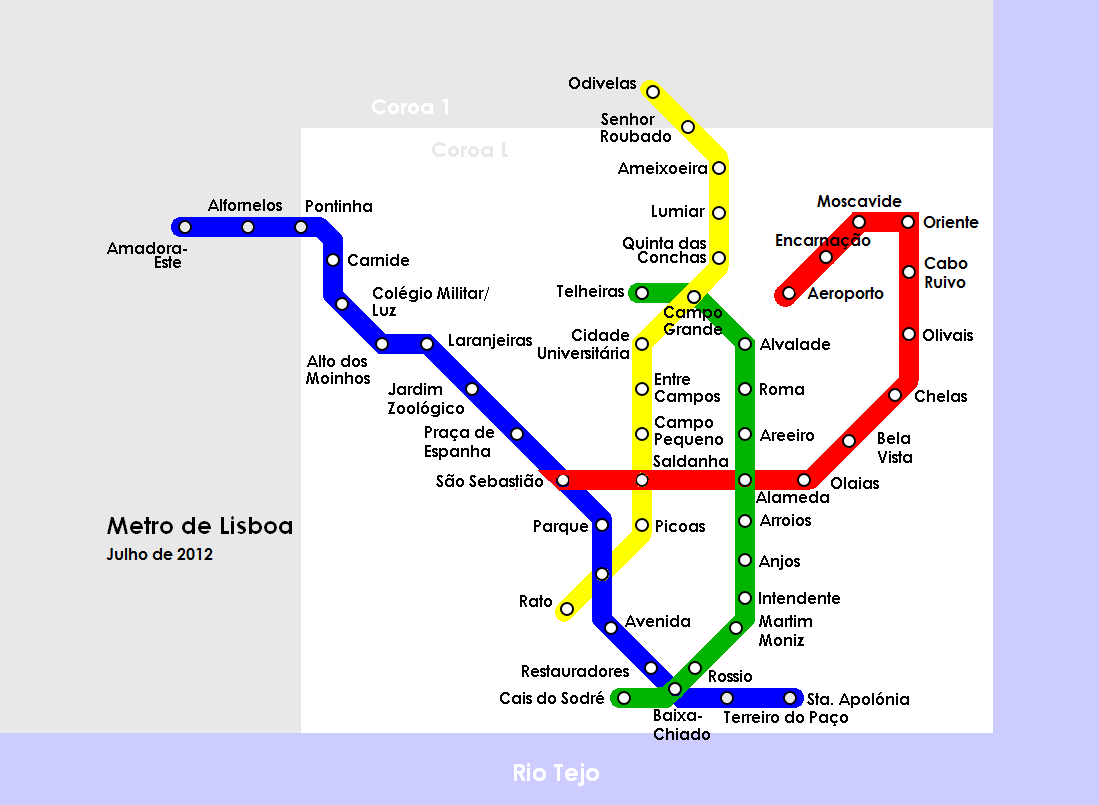
Juillet 2012
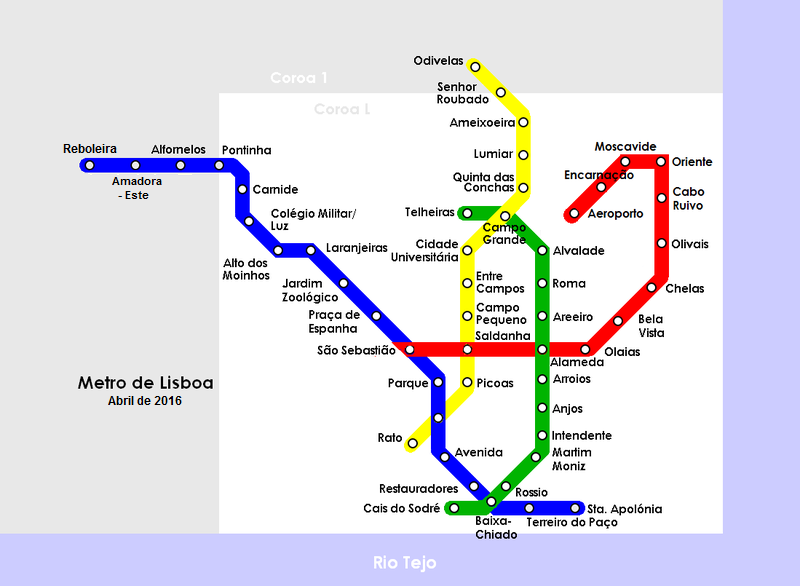
Avril 2016

## Réseau
Le métro de Lisbonne comporte 58 stations et 46,5 km de voies. La circulation des rames commence à 6h30 aux terminus des lignes et s'achève à 1 heure du matin. Les lignes sont officiellement nommées d'après leurs couleurs. Autrefois, elles avaient des noms imagés que l'on retrouve encore aujourd'hui dans les logos et sur les panneaux d'information. De nombreux locaux utilisent encore les anciens noms.
| Ligne | Logo | Nom                                     | Tronçon                    | Ouverture            | Longueur | Stations |
| ----- | ---- | --------------------------------------- | -------------------------- | -------------------- | -------- | -------- |
| Bleue |      | Ligne de la Mouette Linha da Gaivota    | Reboleira ↔ Santa Apolónia | 1959                 | 13,7 km  | 18       |
| Jaune |      | Ligne du Tournesol Linha do Girassol    | Odivelas ↔ Rato            | 1959 scindée en 1995 | 11 km    | 13       |
| Verte |      | Ligne de la Caravelle Linha da Caravela | Telheiras ↔ Cais do Sodré  | 1963 scindée en 1998 | 9 km     | 13       |
| Rouge |      | Ligne de l'Orient Linha do Oriente      | Aeroporto ↔ São Sebastião  | 1998                 | 12,8 km  | 12       |

### Ligne bleue
Constituant la seule ligne du réseau avant les scissions de 1995 et 1998, elle en est aujourd'hui la plus longue. Elle permet de relier la gare de Lisbonne-Santa Apolónia, terminus de la ligne du nord, à Reboleira, située sur la ligne de Sintra, en passant par le centre-ville.
Les travaux du prolongement de Amadora Este à Reboleira, dernier en date, ont commencé en 2009 mais ont été suspendus en juin 2011, alors que le projet allait encore bon train, du fait de la crise économique qui a touché le Portugal au début des années 2010. Le gros de l’œuvre était pourtant déjà terminé, et il ne manquait plus que les grilles d'entrée, l'éclairage et les rails. Les travaux ont repris en juin 2015 et, après un ultime report de la date d'ouverture de fin 2015 au deuxième trimestre 2016, la station est entrée en service le 7 avril 2016.

### Ligne jaune
Née de la scission de la ligne bleue entre Rotunda et Campo Grande, la ligne relie aujourd'hui le quartier de Campo do Ourique à la ville d'Odivelas, en banlieue nord de Lisbonne. Elle est en correspondance avec plusieurs lignes de trains régionaux et nationaux à la gare d'Entre Campos.

### Ligne verte
Issue d'une deuxième scission de la ligne bleue, elle est aujourd'hui la ligne la plus courte du réseau. Reliant la gare de Cais do Sodré au quartier de Telheiras, elle est également en correspondance avec les trains régionaux à la gare de Roma - Areeiro, située entre les stations du même nom.

### Ligne rouge
Dernière née du réseau, il s'agit de la première ligne construite en tant que telle depuis la première ligne du réseau, en 1959. Elle permet aujourd'hui de relier les trois autres lignes du réseau au Parque das Nações et à l'aéroport. Elle est en correspondance avec les trains nationaux et régionaux de la gare d'Oriente
Construite dans le cadre de l'Expo '98 organisée autour du thème des océans pour célébrer les 500 du voyage aux Indes de Vasco de Gama (le premier à les atteindre en contournant l'Afrique), elle prend le nom de ligne de l'Orient et le compas comme emblème.

## Projets de développement

### Extensions de lignes

#### Fusion des lignes verte et jaune

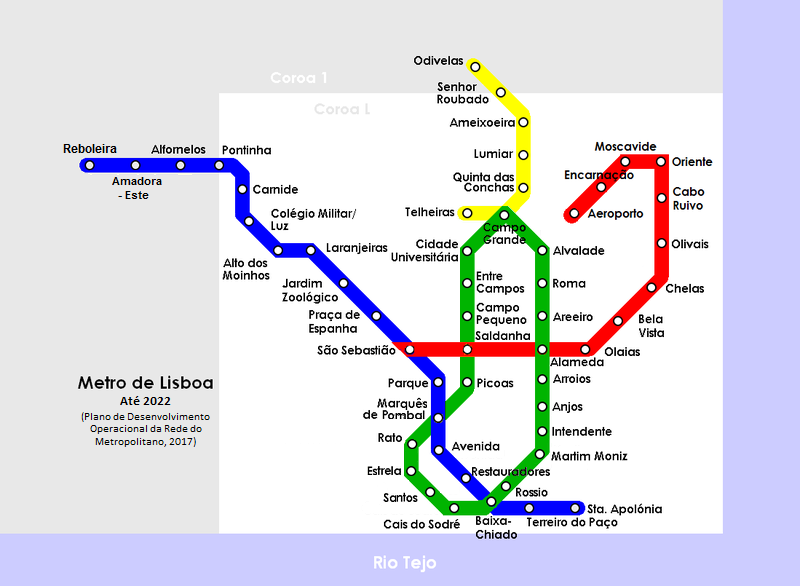
Plan du Métro de Lisbonne, conformément aux plans prévus pour 2022.

Le 8 mai 2017, le gouvernement portugais et l'entreprise Metro de Lisboa ont présenté le Plan de Développement Opérationnel du Réseau de Métro de Lisbonne. Il prévoit le bouclage du chaînon manquant entre Rato et Cais do Sodré, par la construction de 1,9 km de tunnels et des stations intermédiaires Estrela et Santos. Cette nouvelle liaison entraînera le remaniement des lignes verte et jaune : la ligne verte reprendra le tronçon entre Campo Grande et Rato et deviendra une ligne circulaire, tandis que la ligne jaune reprendra le petit tronçon actuellement vert entre Campo Grande et Telheiras. La mise en service de cette modification majeure est calculée pour 2022, pour un coût estimé de 216 millions d'euros, et entraînerait une hausse de fréquentation du réseau de 7,9 millions de passagers par an sur le réseau seulement grâce aux deux nouvelles stations.

#### Prolongement de la ligne rouge
Un autre prolongement est prévu. Celui-ci prolonge la ligne rouge de 4 km et prévoit la construction de trois nouvelles stations, au-delà de São Sebastião : Amoreiras, Campo de Ourique, Infante Santo et Alcântara. Cette dernière station sera aérienne, au-dessus de la vallée homonyme. Ce prolongement est prévu à horizon 2026.

### Adaptation des stations
D'autres modifications mineures sont planifiées pour les stations déjà existantes : agrandissement des quais de la station Arroios, dernière station de la ligne verte sans quais de 105m, afin de permettre l'utilisation de rames à 6 voitures ; petites modifications à Areeiro, Colégio Militar/Luz, Olivais et Baixa-Chiado ; construction d'un corridor de 300 mètres entre la Rue Dom João V et la station Rato pour relier le quartier de Amoreiras à celle-ci.

## Matériel roulant
Toutes les rames du métro de Lisbonne font environ 2,70 mètres de large. Les rames, qui comportent jusqu'à 6 voitures, circulent sur des voies à l'écartement normal et sont alimentées en électricité (750 volts) par troisième rail. Les 320 voitures en circulation sont de 6 types différents, dont 2 types ont déjá été radiés du service, toutes fabriquées par Sorefame avec moteurs Siemens, sauf les prototypes du modèle ML7.
| Désignation | N° de série | Nombre de rames | Configuration | Type de voitures | Circulation en UM | Vitesse maximale | Mise en service | Evolutions                                                    | Illustration |
| ----------- | ----------- | --------------- | ------------- | ---------------- | ----------------- | ---------------- | --------------- | ------------------------------------------------------------- | ------------ |
| ML90        | 201 à 257   | 19              | M-R-M         | Indépendantes    | 2 unités maximum  | 72 km/h          | 1992-1996       |                                                               |              |
| ML95        | 301 à 414   | 38              | M-R-M         | Indépendantes    | 2 unités maximum  | 72 km/h          | 1997-1998       | Nouvelle chaine de traction et nouvelle décoration intérieure |              |
| ML97        | 501 à 554   | 18              | M-R-M         | Articulées       | 2 unités maximum  | 72 km/h          | 1999            | Nouveau système d'information aux voyageurs                   |              |
| ML99        | 601 à 711   | 37              | M-R-M         | Articulées       | 2 unités maximum  | 72 km/h          | 2000-2002       |                                                               |              |

| Désignation | N° de série | Nombre de rames | Configuration | Type de voitures | Circulation en UM | Vitesse maximale | Mise en service | Retrait         | Illustration |
| ----------- | ----------- | --------------- | ------------- | ---------------- | ----------------- | ---------------- | --------------- | --------------- | ------------ |
| ML7         | 1 à 70      | 35              | M-M           | Indépendantes    | 2 unités maximum  | 60 km/h          | 1959-1970       | 31 janvier 2000 |              |
| ML79        | 101 à 154   | 27              | M-M           | Indépendantes    | 3 unités maximum  | 72 km/h          | 1984-1989       | 11 juillet 2002 |              |

M = Motrice, R = Remorque, UM = Unités Multiples (2 ou trains accrochés pour n'en former plus qu'un seul)
En 2021, Siemens Mobility et Stadler ont reçu un contrat de 114,5 millions d'euros, pour équiper le métro d'un système de signalisation Trainguard MT CBTC, sur les lignes de métro bleues , jaunes et vertes et mettront à jour les systèmes actuels. Cette technologie embarquée CBTC sera intégrée dans 70 trains de la flotte existante ainsi que dans les 14 nouveaux trains Stadler, qui proposent une conception modulaire, simplifiant ainsi les travaux de maintenance. Les corps en acier inoxydable rendent les véhicules ferroviaires à la fois légers et robustes. Trois portes doubles par côté et par voiture permettent aux passagers de monter et descendre rapidement. Ils seront également équipés du système CBTC GoA2  avec une possibilité de mise à niveau CBTC GoA4, pour la conduite automatique des rames .